# Ivo Casas
Ivo Manuel Correia Casas (ur. 21 września 1992 w Matosinhos) – portugalski siatkarz, grający na pozycji libero, reprezentant Portugalii.

## Sukcesy klubowe
Puchar Portugalii:
- 2014, 2015, 2016, 2018, 2019[1], 2022[2], 2023[3], 2025[4]

Superpuchar Portugalii:
- 2014[5], 2015[6], 2016[7], 2018, 2019[8], 2020, 2021, 2023[9]

Puchar Challenge:
- 2015

Mistrzostwo Portugalii:
- 2015, 2017, 2019[10], 2021, 2022[11], 2023[12], 2024[13]
- 2016, 2018, 2025[14]

## Sukcesy reprezentacyjne
Liga Europejska:
- 2009